# Catterton
Catterton – osada w Anglii, w hrabstwie North Yorkshire, w dystrykcie (unitary authority) North Yorkshire. Leży 12 km na południowy zachód od miasta York i 277 km na północ od Londynu.